# Křížová cesta (Olšanské hory)
Křížová cesta na Olšanských horách na Šumpersku vede z Horních Studének na východ ke kapli u osady Na Horách.

## Historie
Křížová cesta je tvořena čtrnácti zastaveními v podobě dřevěných kapliček s pašijovým obrázkem, usazených na vrcholu dřevěného sloupku. Krátký text doplňuje motiv Svatého Huberta z jednoho ze zdejších stavení.
Kaplička svatého Martina byla postavena ve 30. letech 20. století. Stojí poblíž stejnojmenné chaty, kterou měla pronajatu Charita Zábřeh od Kongregace sester premonstrátek. Křížovou cestou je spojena s Horními Studénkami.
Křížová cesta byla požehnána 12. května 2013. Poutní slavnost se zde koná vždy na začátku listopadu.